# 皮層刺激測繪
皮層刺激測繪(Cortical stimulation mapping,CSM)是一種腦皮層電圖的皮層造影術，涉及物理侵入性過程，旨在通過對大腦皮層的直接電刺激來定位特定大腦區域的功能。它仍然是分析大腦的最早方法之一，並已使研究人員能夠研究皮質結構與全身功能之間的關係。皮層刺激測繪用於許多臨床和治療應用，並且仍然是運動皮層和語言區域的術前測繪的首選方法，以防止不必要的腦功能損傷。皮層刺激測繪也有一些臨床應用，例如治療癲癇。